# Esbjerg fB
Esbjerg fB este un club de fotbal din Esbjerg, Danemarca, ce evoluează în Superliga Daneză. Sponsorul principal este Syd Energi. Sponsorul echipamentului este Umbro.

## Europa
- UEFA Europa League
  -  Șaisprezecimi (1) : 2014